# تپه ینگیجه
تپه ینگیجه مربوط به دوران‌های تاریخی پس از اسلام است و در شهرستان قزوین، بخش طارم سفلی، روستای قارخون واقع شده و این اثر در تاریخ ۲۲ مرداد ۱۳۸۴ با شمارهٔ ثبت ۱۳۲۵۱ به‌عنوان یکی از آثار ملی ایران به ثبت رسیده است.